# Scottish First Division 1986/87
Die Scottish Football League First Division wurde 1986/87 zum zwölften Mal als nur noch zweithöchste schottische Liga ausgetragen. Es war zudem die zwölfte Austragung als zweithöchste Fußball-Spielklasse der Herren in Schottland unter dem Namen First Division. In der Saison 1986/87 traten 12 Klubs in insgesamt 44 Spieltagen gegeneinander an. Jedes Team spielte jeweils viermal gegen jedes andere Team. Bei Punktgleichheit zählte die Tordifferenz.
Die Meisterschaft gewann das Team von Greenock Morton, das sich damit gleichzeitig die Teilnahme an der Premier Division-Saison 1987/88 sicherte. Neben Greenock stieg auch der Zweitplatzierte Dunfermline Athletic auf. Absteigen in die Second Division mussten Brechin City und der FC Montrose. Torschützenkönig mit 23 Treffern wurde Rowan Alexander vom Aufsteiger aus Greenock.

## Statistiken

### Abschlusstabelle
| Pl. | Verein                   | Sp. | S  | U  | N  | Tore    | Diff. | Punkte |
| --- | ------------------------ | --- | -- | -- | -- | ------- | ----- | ------ |
| 1.  | Greenock Morton          | 44  | 24 | 9  | 11 | 088:560 | +32   | 57:31  |
| 2.  | Dunfermline Athletic (N) | 44  | 23 | 10 | 11 | 061:410 | +20   | 56:32  |
| 3.  | FC Dumbarton             | 44  | 23 | 7  | 14 | 067:520 | +15   | 53:35  |
| 4.  | FC East Fife             | 44  | 15 | 21 | 8  | 068:550 | +13   | 51:37  |
| 5.  | Airdrieonians FC         | 44  | 20 | 11 | 13 | 058:460 | +12   | 51:37  |
| 6.  | FC Kilmarnock            | 44  | 17 | 11 | 16 | 062:530 | +9    | 45:43  |
| 7.  | Forfar Athletic          | 44  | 14 | 15 | 15 | 061:630 | −2    | 43:45  |
| 8.  | Partick Thistle          | 44  | 12 | 15 | 17 | 049:540 | −5    | 39:49  |
| 9.  | FC Clyde                 | 44  | 11 | 16 | 17 | 048:560 | −8    | 38:50  |
| 10. | Queen of the South (N)   | 44  | 11 | 12 | 21 | 050:710 | −21   | 34:54  |
| 11. | Brechin City             | 44  | 11 | 10 | 23 | 044:720 | −28   | 32:56  |
| 12. | FC Montrose              | 44  | 9  | 11 | 24 | 037:740 | −37   | 29:59  |

Platzierungskriterien: 1. Punkte – 2. Tordifferenz – 3. geschossene Tore – 4. Direkter Vergleich (Punkte, Tordifferenz, geschossene Tore)
| Saison 1986/87 |

| Zum Saisonende 1985/86 |                                       |
| (N)                    | Neuaufsteiger aus der Second Division |